# Pala de la Roda
La Pala de la Roda és una pala del terme de la Torre de Cabdella, al Pallars Jussà, dins del seu terme primigeni.
Està situada en el vessant sud-oest del contrafort nord-occidental del Montsent de Pallars, al sud-est de l'embassament de Sallente, a llevant del primer tram del Flamisell.
Davalla d'aquesta pala el barranc del Ginente.